# Hexatoma larutensis
Hexatoma larutensis är en tvåvingeart som först beskrevs av Edwards 1932.  Hexatoma larutensis ingår i släktet Hexatoma och familjen småharkrankar. Inga underarter finns listade i Catalogue of Life.